# Philippe Breton
Philippe Jean Louis Breton (ur. 14 listopada 1936 w Rouen, zm. 29 kwietnia 2020 w Paryżu) – francuski duchowny katolicki, biskup Aire i Dax w latach 2002-2012.

## Życiorys
Święcenia kapłańskie otrzymał 22 grudnia 1966 i został inkardynowany do archidiecezji paryskiej. W latach 1967–1987 pracował w szkołach w Neuilly-sur-Seine i w Paryżu. W 1987 został proboszczem jednej z paryskich parafii, zaś pięć lat później powierzono mu funkcję dyrektora diecezjalnego wydziału ds. edukacji katolickiej. W 1997 otrzymał nominację na proboszcza paryskiej parafii św. Honoriusza.
18 czerwca 2002 papież Jan Paweł II mianował go ordynariuszem diecezji Aire i Dax. Sakry biskupiej udzielił mu 29 września 2002 kardynał Jean-Marie Lustiger.
24 stycznia 2012 papież przyjął jego rezygnację z urzędu, złożoną ze względu na wiek.